# شهر في الريف (رواية)
شهر في الريف (بالإنجليزية: A Month in the Country) هي رواية للكاتب الإنجليزي جي إل كار، نشرت عام 1980، عن دار نشر هارفستر بريس.